# Женская сборная Болгарии по футболу
Женская сборная Болгарии по футболу (болг. Женски национален отбор по футбол на България) — футбольная сборная, представляющая Болгарию на женских чемпионатах Европы и мира. Не выходила в финальные турниры ЧМ и ЧЕ.
Участвовала в отборочных матчах трёх чемпионатов мира и семи чемпионатов Европы. В 2006 году одержала свою крупнейшую (на тот момент) победу в матче со сборной Эстонии 5:0.

## Выдающиеся игроки (по версии УЕФА)
- Радослава Славчева (провела наибольшее число матчей за сборную)
- Лиляна Костова (лучший бомбардир)